# Jurassique
Stratigraphie
Trias Crétacé
Paléogéographie et climat
Contexte géodynamique
- Plus ancienne croûte océanique existante
- 170 Ma: ouverture de l'Atlantique Nord
- Ouverture de l'océan Alpin

Faune et flore
Évolution
- rudistes
- plancton
- 170 Ma: ginkgopsidés (ginko)
- 150 Ma: oiseaux
- 150 Ma: squamates (lézards, serpents)

Le Jurassique est une période géologique qui s’étend de 201,4 ± 0,2 à 145,0 millions d'années (Ma).
Le Jurassique constitue la période, ou le système intermédiaire, de l'ère Mésozoïque, laquelle est aussi connue sous le nom d'« ère des reptiles ».
Le début du Jurassique est marqué par une extinction massive d’espèces (l’extinction du Trias-Jurassique). Le système jurassique se subdivise en trois séries géologiques, le Jurassique inférieur, le Jurassique moyen et le Jurassique supérieur, autrefois dénommées, respectivement : Lias, Dogger et Malm.
La base du premier étage géologique du Jurassique, l'Hettangien est officiellement définie par un Point Stratotypique Mondial (PSM) qui marque ainsi la base du système jurassique.
Par contre, le PSM de la base du premier étage du Crétacé, le Berriasien, qui marquerait le toit du Jurassique, n’a pas encore été choisi.
Cette période de l’ère Mésozoïque suit le Trias et précède le Crétacé.

## Stratigraphie
Le naturaliste allemand Alexander von Humboldt propose, en 1795, le terme de « calcaire ou terrain du Jura » pour désigner la série à dominance calcaire des monts du Jura, correspondant aux sédiments riches en fossiles déposés au fond des mers de l’ère secondaire. Sa place stratigraphique au sein du Secondaire, entre le Trias et le Crétacé, est établie par le géologue Ami Boué en 1829. La même année, le géologue et naturaliste français Alexandre Brongniart érige cet ensemble lithologique en système, sous le nom de Jurassique d’après les calcaires trouvés dans le massif jurassien.

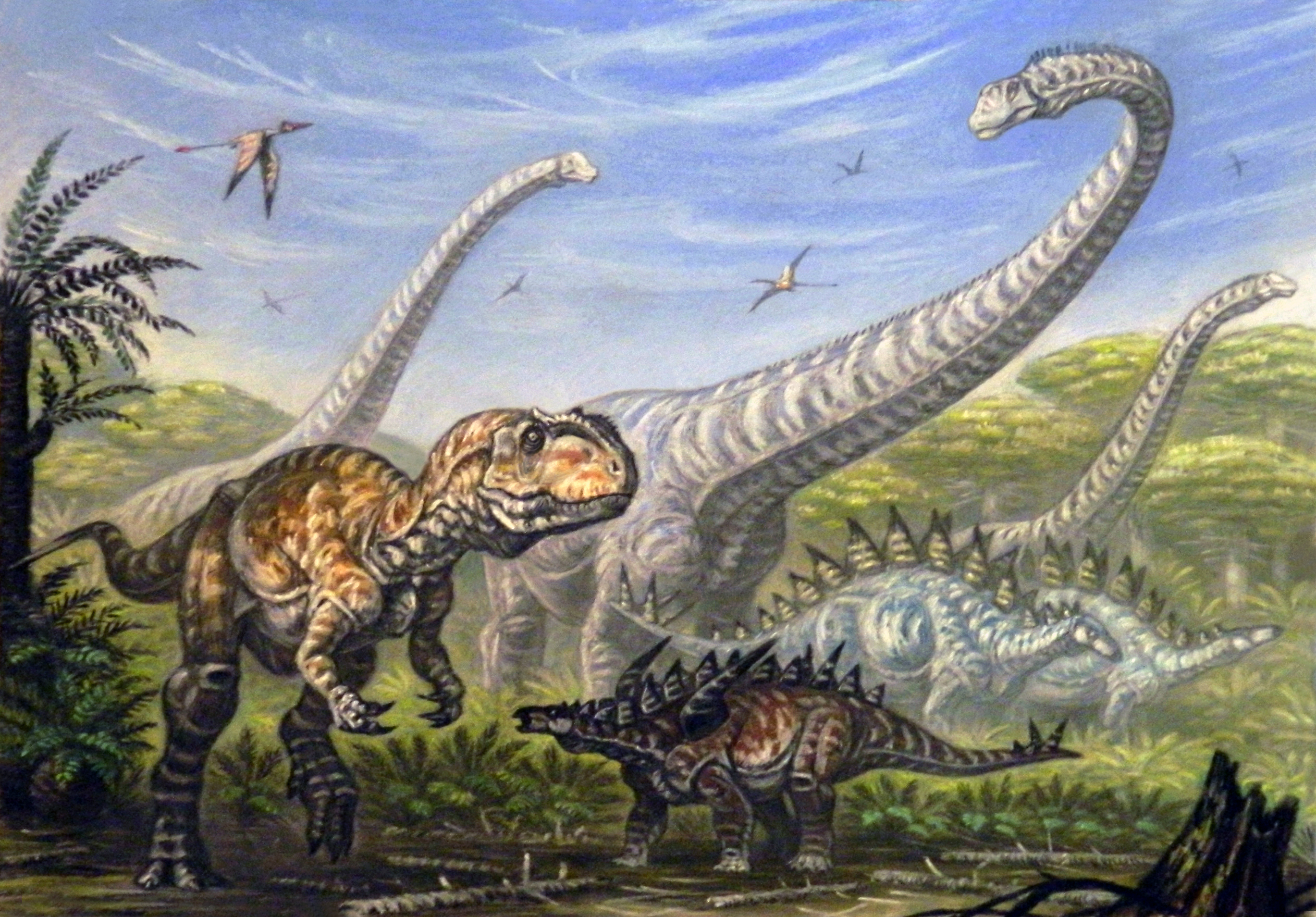
Restitution paléoartistique d'un milieu terrestre au Jurassique.

## Subdivisions
Le Jurassique est divisé en trois séries, le Jurassique inférieur ou Lias, le Jurassique moyen ou Dogger et le Jurassique supérieur ou Malm. Les subdivisions et leur âges associés, selon l'échelle des temps géologiques 2012 de la Commission internationale de stratigraphie, s'établissent ainsi,, :
| Système    | Série     | Étage         | Age (Ma)                |
| ---------- | --------- | ------------- | ----------------------- |
| Crétacé    | Inférieur | Berriasien    | plus récent             |
| Jurassique | Supérieur | Tithonien     | 145,0 ±0,8 – 152,1 ±0,9 |
| Jurassique | Supérieur | Kimméridgien  | 152,1 ±0,9 – 157,3 ±1,0 |
| Jurassique | Supérieur | Oxfordien     | 157,3 ±1,0 – 163,5 ±1,0 |
| Jurassique | Moyen     | Callovien     | 163,5 ±1,0 – 166,1 ±1,2 |
| Jurassique | Moyen     | Bathonien     | 166,1 ±1,2 – 168,3 ±1,3 |
| Jurassique | Moyen     | Bajocien      | 168,3 ±1,3 – 170,3 ±1,4 |
| Jurassique | Moyen     | Aalénien      | 170,3 ±1,4 – 174,1 ±1,0 |
| Jurassique | Inférieur | Toarcien      | 174,1 ±1,0 – 182,7 ±0,7 |
| Jurassique | Inférieur | Pliensbachien | 182,7 ±0,7 – 190,8 ±1,0 |
| Jurassique | Inférieur | Sinémurien    | 190,8 ±1,0 – 199,3 ±0,3 |
| Jurassique | Inférieur | Hettangien    | 199,3 ±0,3 – 201,3 ±0,2 |
| Trias      | Supérieur | Rhétien       | plus ancien             |

## Paléogéographie

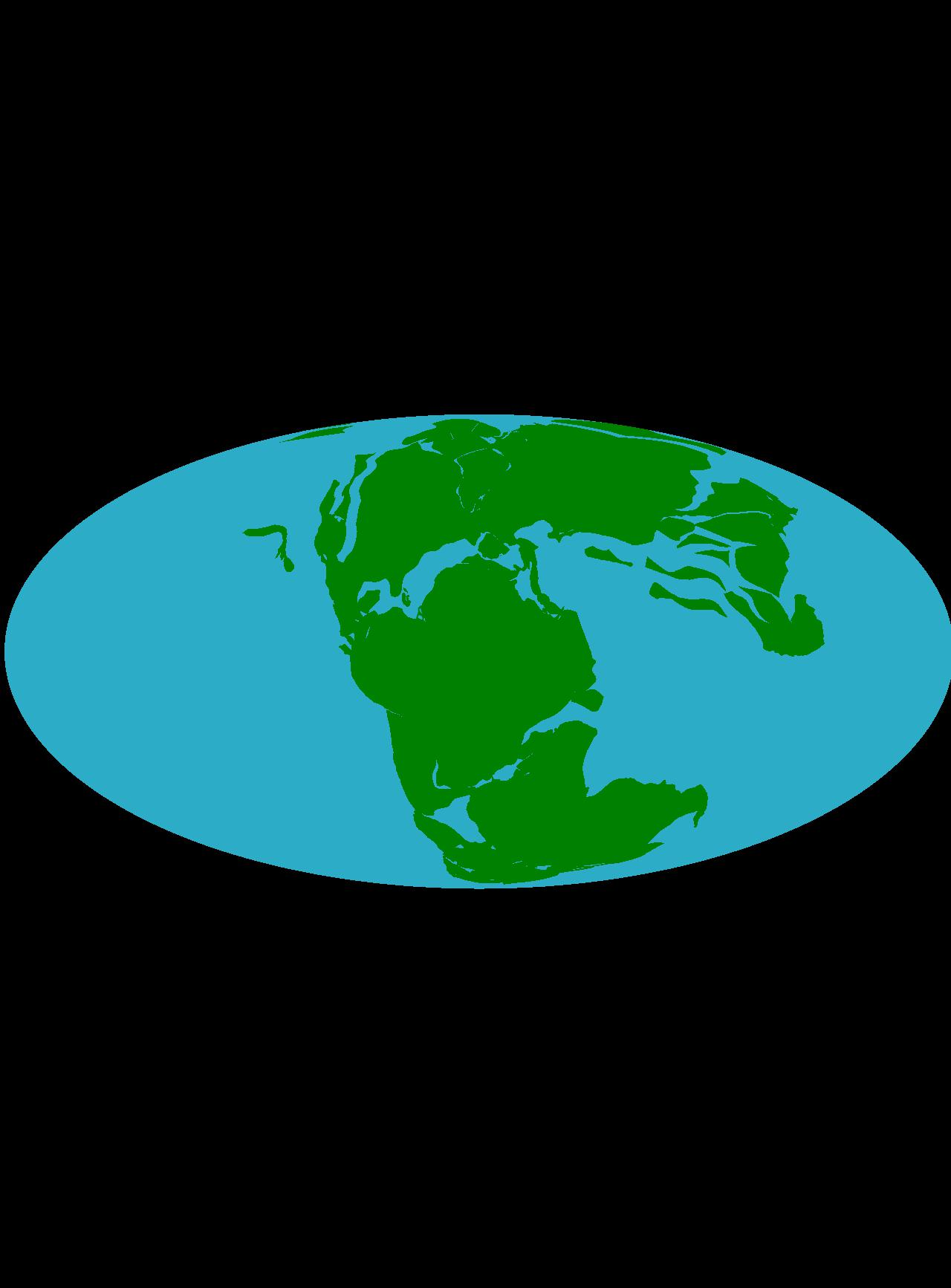
Reconstitution de la paléogéographie il y a 155 Ma).

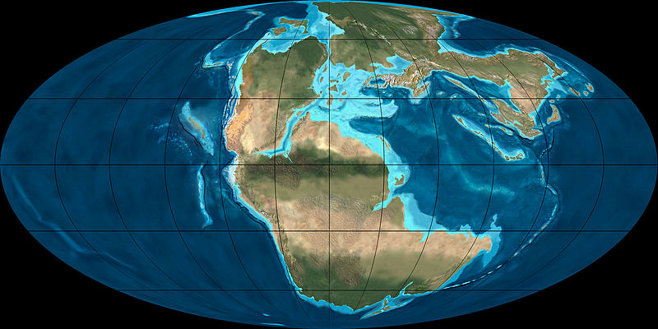
Reconstitution de la paléogéographie il y a 200 Ma).

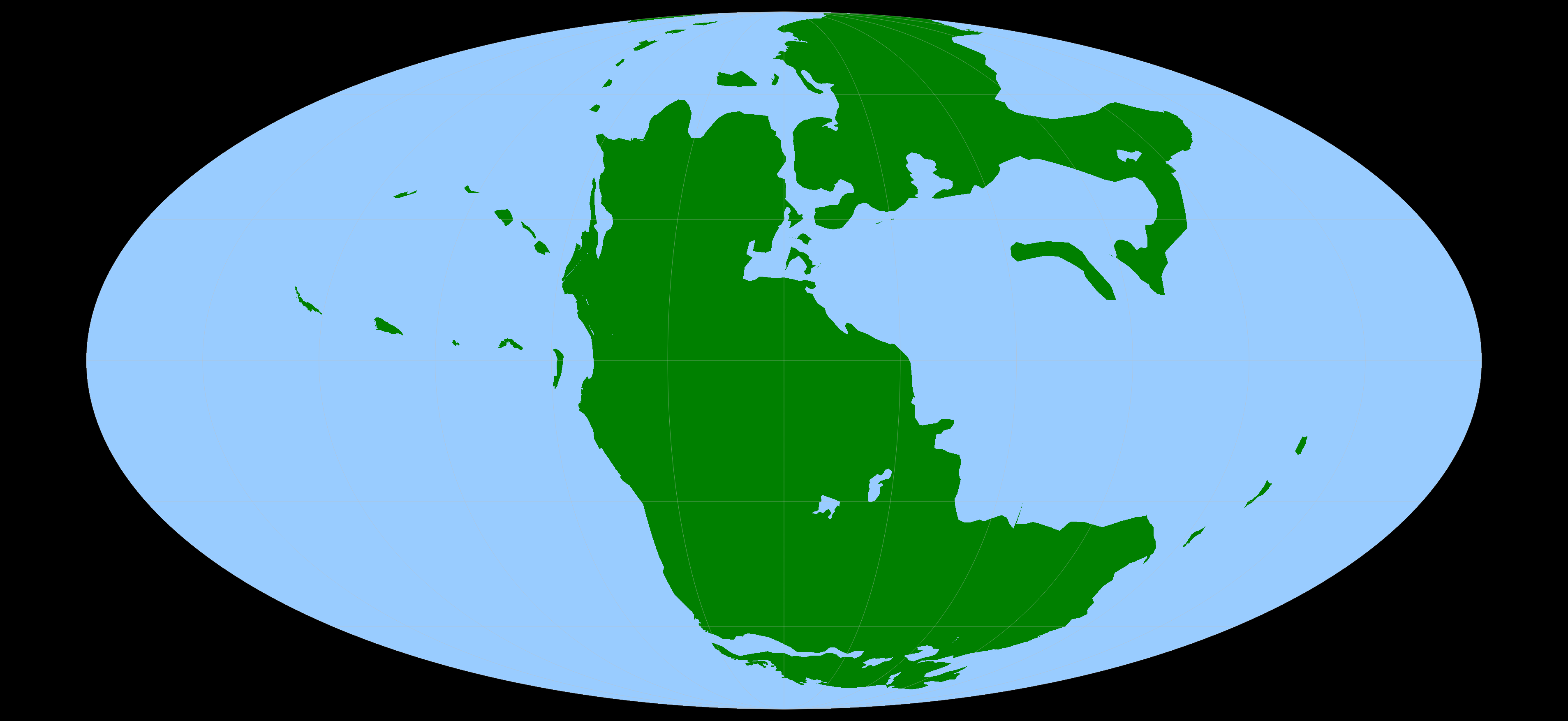
Reconstitution de la paléogéographie il y a 220 Ma.

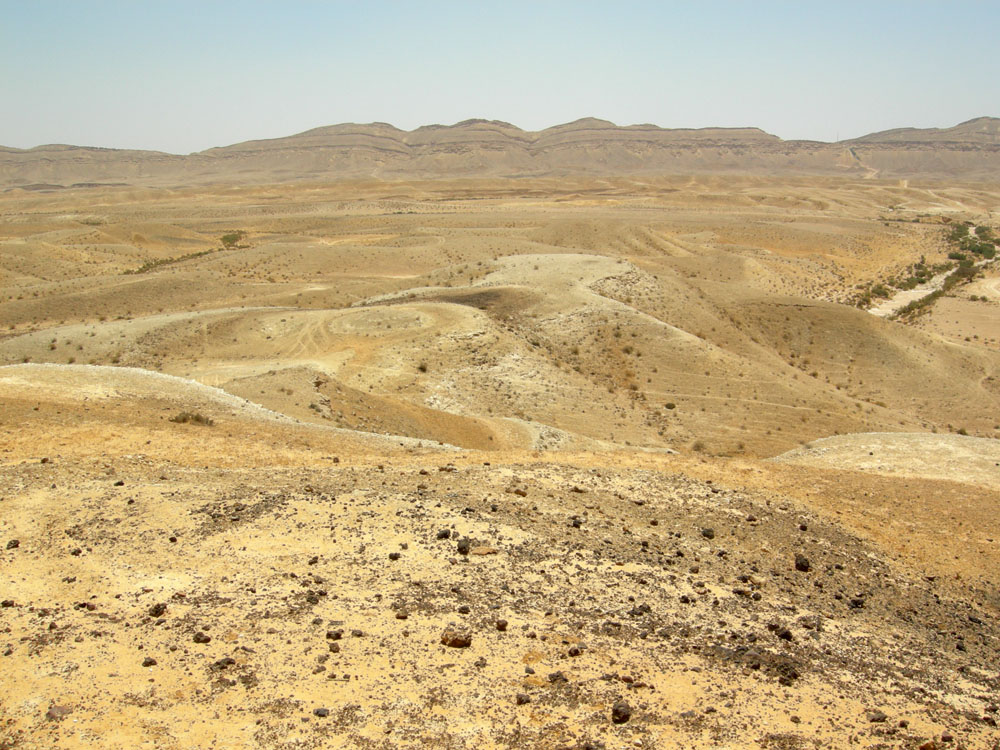
Marnes du Jurassique dans le sud d’Israël.

Pendant le Jurassique inférieur et moyen, le supercontinent Pangée se divise en Laurasie au nord et Gondwana au sud. La Laurasie se scinde à son tour en Amérique du Nord et Eurasie tandis que le Gondwana se divise en Afrique, Amérique du Sud et Antarctique vers la fin du Jurassique supérieur et durant le Crétacé. L’océan Atlantique Nord date de cette période, sa partie sud n’apparaît qu’à partir du Crétacé. L’océan Téthys se ferme et le bassin de la Néotéthys ou Téthys alpine apparaît.
Les enregistrements géologiques en Europe de l'Ouest sont nombreux et riches, ils indiquent la présence de mers tropicales peu profondes, la plus grande partie du continent est submergée durant de longues périodes. En revanche, les sites datant du Jurassique en Amérique du Nord sont parmi les plus pauvres du Mésozoïque sur ce continent avec très peu d’affleurements. Bien qu’une mer épicontinentale, la Sundance Sea ait laissé des dépôts marins en Amérique du Nord, la majorité des sédiments dans cette région sont d’origine continentale. On trouve aussi des affleurements du Jurassique en Russie, Inde, Amérique du Sud, Japon, Australasie, Maghreb, péninsule Arabique, etc.
Le premier de plusieurs batholites massifs se met en place le long de la côte Ouest de l’Amérique du Nord, l’orogenèse est très active le long de cette côte.

## Climat
Au Jurassique, pas plus qu'au Trias, il n’existe aucun indice de période glaciaire : le climat était généralement plus chaud que celui d'aujourd'hui, d'environ 5 °C à 10 °C, avec un taux de dioxyde de carbone atmosphérique plus élevé. Des fossiles d'arbres proches des océans polaires de l'époque témoignent d'un climat tempéré sinon chaud. Les dropstones et les glendonites dans le nord-est de la Sibérie depuis le Jurassique inférieur au Jurassique moyen indiquent des hivers froids comme dans les zones tempérées actuelles. Les isotopes des sédiments montrent que les abysses de l'océan étaient probablement à 10°C contre 2°C aujourd'hui, et des récifs coralliens poussaient de 10° de latitude plus au nord et au sud qu'aujourd'hui. La zone de convergence intertropicale (ZCIT) existait probablement au-dessus des océans, créant de vastes zones de savanes sèches et semi-désertiques dans les basses latitudes.
Le début du Jurassique a probablement été marqué par un pic thermique correspondant à l'extinction et à l'éruption du Trias-Jurassique de la province magmatique centre atlantique. La première partie du Jurassique a été marquée par l'intervalle froid du Jurassique inférieur entre 199 et 183 millions d'années. Il a été terminé par le pic des températures mondiales d'environ 4 à 8°C pendant la première partie du Toarcien correspondant à l'événement anoxique océanique du Toarcien et l'éruption des grandes provinces ignées du Karoo-Ferrar dans le sud du Gondwana, avec l'intervalle chaud du Toarcien s'étendant jusqu'à la fin de la période il y a environ 174 millions d'années.

## Faune

### Marine

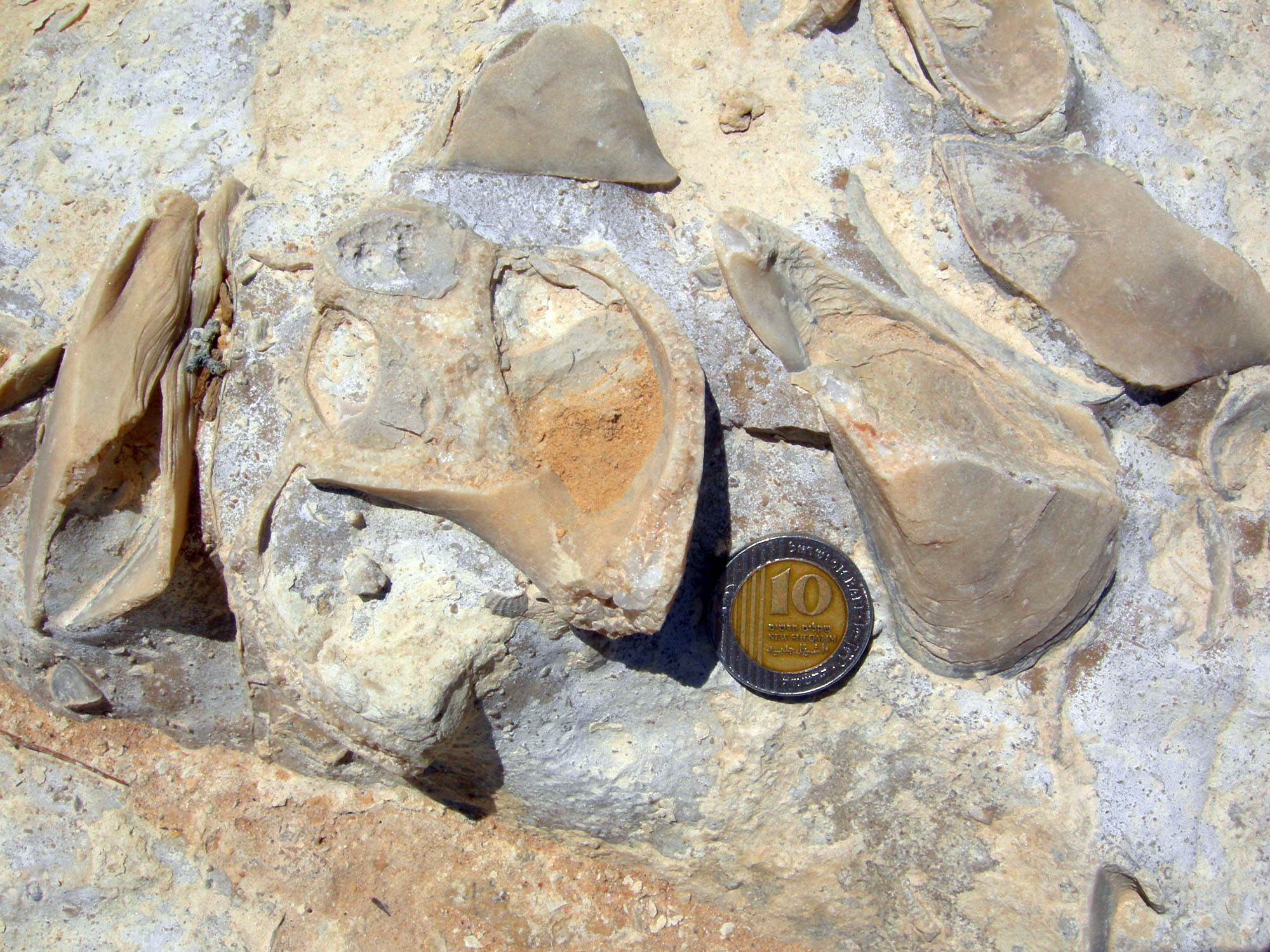
Gastéropodes et bivalves, Jurassique du sud d’Israël. La pièce de monnaie placée en référence a un diamètre de 23 mm.

Durant le Jurassique les formes de vie les plus évoluées dans les mers sont les poissons et des reptiles marins. Ces derniers incluent des ichtyosaures, plésiosaures, des pliosaures et des crocodiles marins, Teleosauridae et Metriorhynchidae.
Dans le monde des invertébrés plusieurs groupes apparaissent, entre autres les rudistes, les bélemnites et de nombreuses espèces de bivalves.
Les ammonites (au sens large, c'est-à-dire la sous-classe des Ammonoidea) sont apparues pendant le Dévonien. Les ammonites « vraies », c'est-à-dire l'ordre des Ammonitida, apparaissent quant à elles à la fin du Trias.
Au Jurassique, elles deviennent très communes et extrêmement variées, constituant ainsi le principal groupe utilisé pour la biostratigraphie de cette période (voir les exemples de biozonation par ammonites pour les étages Pliensbachien et Callovien).
Le plancton apparaît lui aussi pendant cette période.

### Terrestre
Sur terre, les Archosauria restent dominants. Le Jurassique marque le début de l’« âge d’or des dinosaures » qui culminera au Crétacé : Sauropodes, Camarasaure, Diplodocus et Brachiosaure, pour ne citer qu’eux, sont très communs. Leurs sources principales de nourriture consistent en prairies, fougères, Cycadales et Bennettitales. Certains dinosaures se sont adaptés pour consommer des conifères plus élevés. Les principaux prédateurs de ces grands herbivores sont des saurischiens appartenant au sous-ordre des Théropodes : Ceratosaurus, Megalosaurus, Allosaurus, etc. Vers la fin du Jurassique, durant le Malm, les premiers oiseaux évoluent à partir des Coelurosauria, les premiers fossiles d’Archaeopteryx datent du Kimméridgien.
Les ornithischiens sont moins nombreux et plus petits que les saurischiens. Toutefois, les Stégosaures et de petits ornithopodes jouent un rôle écologique important. Dans les airs, les ptérosaures dominent et remplissent plusieurs niches écologiques occupées de nos jours par les oiseaux.

## Flore
Les conditions climatiques arides du Trias déclinent régulièrement durant le Jurassique, plus spécialement aux latitudes élevées ; le climat chaud et humide permet le développement de jungles luxuriantes qui couvrent une grande partie des terres. Les conifères continuent à dominer la flore, ils constituent le groupe le plus diversifié et la majorité des arbres. On trouve parmi eux des Araucariaceae, Cephalotaxaceae, Pinaceae, Podocarpaceae, Taxaceae et Taxodiaceae ainsi que les groupes maintenant éteints des Cheirolepidiaceae et des Bennettitales aux latitudes plus basses. Les Cycadophytes, les Ginkgoaceae, Cyatheales et fougères sont aussi communs. Les Ginkgos sont principalement présents dans les latitudes moyennes et dans l’hémisphère nord tandis que les Podocarpaceae le sont dans l’hémisphère sud.

## Représentations dans les arts
Au début du XXe siècle, l'écrivain français Fernand Mysor consacre plusieurs écrits au Jurassique. Son roman Les Semeurs d'épouvante, paru en 1923, a pour sous-titre Roman des temps jurassiques et met en scène un aventurier et une aventurière qui se retrouvent projetés par hypnose dans le passé jusqu'au Jurassique, où ils affrontent notamment un Megalosaurus. Mysor compose également plusieurs poèmes regroupés sous le nom de Poèmes des Temps jurassiques.
Le mot « Jurassique » a été utilisé pour le titre du roman de Michael Crichton Jurassic Park, paru en 1990, puis pour le titre du film Jurassic Park de Steven Spielberg qui adaptait librement le roman en 1993, ainsi que ses diverses suites. Le nom est cependant trompeur, car le Tyrannosaurus rex, figure de proue du film, et quelques autres espèces de dinosaures qui y sont représentées, sont des animaux ayant vécu durant le Crétacé et non au Jurassique.